# KBE 81–90
Die normalspurigen Tenderlokomotiven KBE 81–90 der Köln-Bonner Eisenbahnen (KBE) waren Dampflokomotiven für den gemischten Betrieb und wurden von Krupp ab 1937 gebaut. Bis 1942 entstanden acht weitere Lokomotiven und 1950 folgte eine zehnte Lokomotive mit ähnlichen Parametern. Die Lokomotiven waren die größten und schwersten Lokomotiven der Gesellschaft und bis 1966 in Betrieb. Es ist keine Lokomotive erhalten geblieben.

## Geschichte
Da die Lokomotive KBE 80 bei den Köln-Bonner Eisenbahnen die Ansprüche befriedigte, entschloss sich die Gesellschaft, für den Betrieb auf ihrem Streckennetz nur noch Lokomotiven mit der Achsfolge 1’D1’ zu beschaffen.
Die Hanomag, die viele KBE-Lokomotiven entwickelt hatte, stand nach Aufgabe des Lokomotivbaus 1931 für weitere Bestellungen nicht mehr zur Verfügung. Krupp hatte für die Wanne-Bochum-Herner Eisenbahn (WBHE) ebenfalls schwere Tenderlokomotiven mit der Achsfolge 1’D1’ geliefert, von denen gute Ergebnisse vorlagen. Die Lokomotiven waren leistungsfähig und sparsam, der Oberbauverschleiß war verhältnismäßig gering. Auf Grund der guten Ergebnisse dieser Maschinen bestellten die KBE bei Krupp zunächst eine Lokomotive, die bis auf das geringere Dienstgewicht der WBHE-Lokomotive sehr ähnlich war. Krupp lieferte die Lok 1937 unter der Fabriknummer 1707 an die KBE aus.

### KBE 81–89
Die Prototyplokomotive erhielt die Bezeichnung KBE 81. Bei den Probefahrten konnte die Lok überzeugen, sodass im schweren Streckendienst fortan nur noch 1’D1’-Lokomotiven eingesetzt werden sollten. Zwischen 1938 und 1942 lieferte Krupp acht der Prototyplokomotive relativ ähnliche Loks aus, die die Bezeichnungen KBE 82–89 erhielten.
Kennzeichen der Lokomotiven waren die Wagner-Windleitbleche. Ab 1956 wurden bei vielen Lokomotiven die großen Windleitbleche gegen Witte-Windleitbleche getauscht. Es gab jedoch einige Maschinen, die bis zum Einsatzende mit großen Blechen fuhren.
Bis zum Anfang der 1960er Jahre versahen die Lokomotiven ihren Dienst. Erst durch den vermehrten Einsatz der Diesellokomotiven der Reihe KHD DG 1200 BBM konnte auf sie verzichtet werden, obwohl sich diese im Schwerlastbetrieb mit den Dampflokomotiven nicht messen konnten. Bis 1964 waren alle Lokomotiven ausgemustert und verschrottet.

### KBE 90
1950 reichte die Anzahl der schweren Streckenlokomotiven nicht mehr aus. Die KBE bestellten daraufhin bei Krupp eine weitere Lokomotive dieser Serie. Der Hersteller hatte ein Neubauprogramm entworfen, welches Privatbahnlokomotiven mit der Achsfolge 1’D1’ enthielt, wie sie 1950 an die Bentheimer Eisenbahn mit den Lokomotiven BE 31 und 32 geliefert wurden. Krupp wollte daraufhin für diese Lokomotive eine Konstruktion aus diesem Neubauprogramm verwenden. Aus Gründen der Ersatzteilhaltung bestanden die KBE jedoch auf einen Nachbau aus dem Vorkriegsprogramm. So lieferte Krupp mit der Fabriknummer 2811 1952 eine den Vorkriegslokomotiven nahezu baugleiche Lok aus. Äußerlich war dies an den Witte-Windleitblechen zu sehen, was zur Umrüstung eines Teiles der Vorkriegslokomotiven führte.
Die Lokomotive, die sich im Betrieb bewährte, blieb nur 15 Jahre in Betrieb. Bis 1966 war sie Reserve für ausgefallene Diesellokomotiven, dann wurde sie ausgemustert und verschrottet.

## Konstruktion

### KBE 81–89
Die Lokomotiven besaßen einen Barrenrahmen mit einer Blechstärke von 100 mm. Bei der Lokomotive 81 lagen die vier Kuppelachsen zunächst fest im Rahmen. Die Laufachsen waren als Bisselgestell ausgebildet. Für besseren Kurvenlauf waren die Spurkränze der zweite und vierte Achse geschwächt ausgeführt. Ausgleichshebel verteilten die Last zwischen den Kuppel- und den Laufachsen, sodass sich für die Laufachsen eine Belastung von 16 t und die Kuppelachsen bis 19 t ergab.
Der leistungsfähige Kessel hatte einen Belpaire-Stehkessel mit einem geneigten und kippbaren Rost. Dampf-, Speisedom sowie die Sandkästen waren unter einer gemeinsamen Verkleidung untergebracht. Zur Kesselspeisung dienten zwei Injektoren. Bis auf das tiefliegende Blasrohr und die Sicherheitsventile der Bauart Coale entsprachen alle Kesselausrüstungsteile der Einheitsbauart.

### KBE 90
Die Witte-Windleitbleche und der geschweißte Kessel sowie die Wasserkästen waren der Unterschied zu den KBE 81–89. Sie hatte Krauss-Helmholtz-Lenkgestelle und als die letzte deutsche Dampflokomotive einen Belpaire-Stehkessel. Armaturen, Kesselspeiseventile und Pumpen wurden nach dem Vorbild der Vorkriegslokomotiven ausgeführt.
Die Lok besaß ab Werk zwei Strahlpumpen und wurde später mit einem einfachen Vorwärmer in der Rauchkammer, der den Abdampf der Luftpumpen aufnahm, ausgestattet. Beide Pumpen wurden auf einer Konsole an der Rauchkammer auf der Lokführerseite montiert.